# Lucio Giachin
Lucio Giachin (...) è un regista e sceneggiatore italiano.
Non si hanno molte informazioni sul suo conto. Secondo il produttore Diego Spataro, era un "regista occasionale".
Ha diretto solo due pellicole: il western Il suo nome era Pot... ma... lo chiamavano Allegria, assieme a Demofilo Fidani, ed il decamerotico Quant'è bella la Bernarda, tutta nera, tutta calda, con lo pseudonimo Lucio Dandolo.

## Filmografia

### Regista
- Il suo nome era Pot... ma... lo chiamavano Allegria - co-regia con Demofilo Fidani, accreditati come Dennis Ford (1971)
- Quant'è bella la Bernarda, tutta nera, tutta calda - accreditato come Lucio Dandolo (1975)

### Sceneggiatore
- Il suo nome era Pot... ma... lo chiamavano Allegria (1971)